# Czumaky (rejon nikopolski)
Czumaky (ukr. Чумаки) – wieś na Ukrainie, w obwodzie dniepropetrowskim, w rejonie nikopolskim, w hromadzie Tomakiwka. W 2001 liczyła 1203 mieszkańców, spośród których 1152 wskazało jako ojczysty język ukraiński, 47 rosyjski, 1 rumuński, 2 białoruski, a 1 inny.